# カベルネ・ソーヴィニヨン
カベルネ・ソーヴィニヨン（カベルネ・ソヴィニョン、フランス語: Cabernet Sauvignon）は、赤ワイン用のブドウ品種であり、世界で最も広く栽培されている品種のひとつである。ほぼ全ての主要なワイン産出国で生産されており、カナダのオカナガン・ヴァレーのような冷涼地からレバノンのベッカー高原のような温暖な土地に至るまで広く栽培されている。
とりわけ、ボルドーの優れたワインにおいて主要品種として用いられることで名高い。ボルドーではメルローやカベルネ・フランとブレンドされることが多い。原産地であるフランスからヨーロッパ各国、およびニューワールドに広まったが、なかでもカリフォルニアのサンタ・クルーズ・マウンテンズやナパ・ヴァレー、ニュージーランドのホークス・ベイ、オーストラリアのマーガレットリバーやクワナラ、チリのマイポ・ヴァレーやコルチャグアといった地域では特に高品質なワインが産出されるとして定着した。20世紀の大部分において、高級赤ワイン用のブドウとしては最も広く栽培されていたが、1990年代からはメルローの人気に押されてしまった。しかし、2015年においては再び最も広く栽培される品種となり、世界中で341000haの栽培面積を持つ。
カベルネ・ソーヴィニヨンはワイン産業において極めて重要な品種であるが、この品種が生まれたのは比較的新しく、17世紀にフランス南西部で、カベルネ・フランとソーヴィニヨン・ブランが自然交配して生まれた。世界中に広まった理由としては、果皮が厚い、耐寒性が強い、収量が低くグリーンハーベストの必要が薄い、発芽が遅く霜の影響を受けにくい、病害や害虫に対する抵抗性が強い、といった栽培上の利点があること、そして産出されるワインに品種特有の個性が現れることが挙げられる。知名度があり耳馴染みのいい名前であることもマーケティング上の利点となっており、あまり有名でない産地にとっても恩恵がある。ただし、広範な人気があるため、様々な地域で土着品種に取って代わってしまうことがあり「入植者」のような批判を受けることもある。
一般的には、カベルネ・ソーヴィニヨンからなるワインはフルボディで、タンニンも酸も豊富である。このため、長期熟成のポテンシャルがある。冷涼な気候においては黒スグリのような香りを持ち、グリーンパプリカ、ミント、杉のような香りを伴うこともある。これらの香りはワインの熟成とともにより強調されていく。やや温暖な気候では、ブラックチェリーや黒オリーブのような香りも併せ持つようになり、非常に暑い気候では黒スグリの香りは過熟したものとなり「ジャミー」と言われる凝縮感のある香りになる。オーストラリアの一部、特にクワナラにおいては、ユーカリやメントールの香りがあるといわれる。

## 起源と歴史

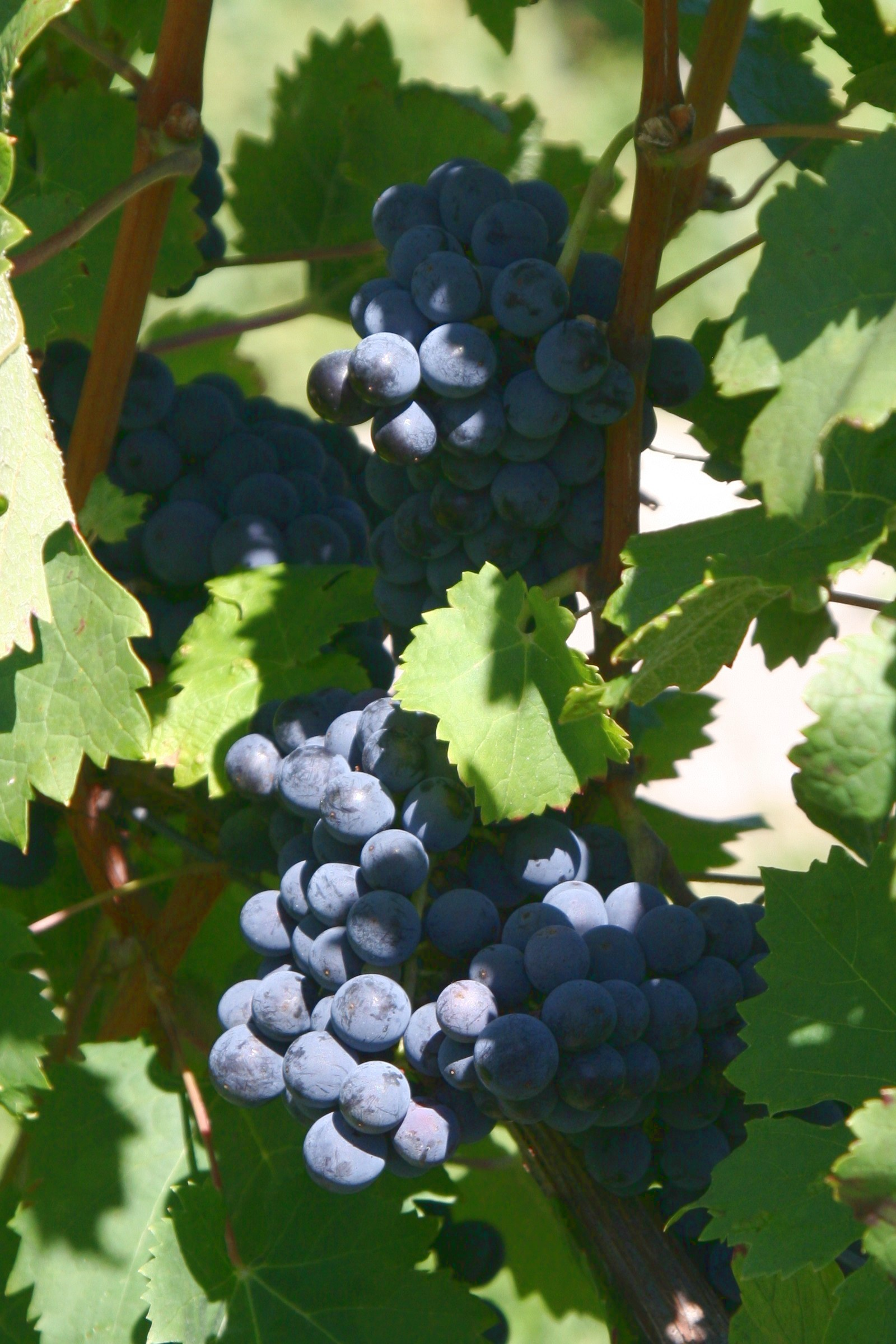
カベルネ・フラン

カベルネ・ソーヴィニヨンの起源は長きにわたって不明であり、根拠の薄い説や予想が蔓延していた。“ソーヴィニヨン”という語は、フランス語で野生を意味する“sauvage”に由来し、フランスに自生していたヴィティス・ヴィニフェラ種のブドウであるという意味だと考えられている。近年まで、カベルネ・ソーヴィニヨンは古代から伝わる品種だと思われていて、大プリニウスの著作にも記載のある古代ローマで栽培されていたブドウ、ビチュリカと同一視されることすらあった。18世紀までこの考え方は堅持されており、“Petite Vidure”や“Bidure”といったビチュリカの転訛とみられる名前で呼ばれることもあった。なお、“Vidure”はフランス語で硬いブドウの木を意味する“vigne dure”から来ているの可能性もあり、カルメネールがかつて“Grand Vidure”と言われていたこととも関係がある。他に、スペインのリオハが原産地であるという説もあった。

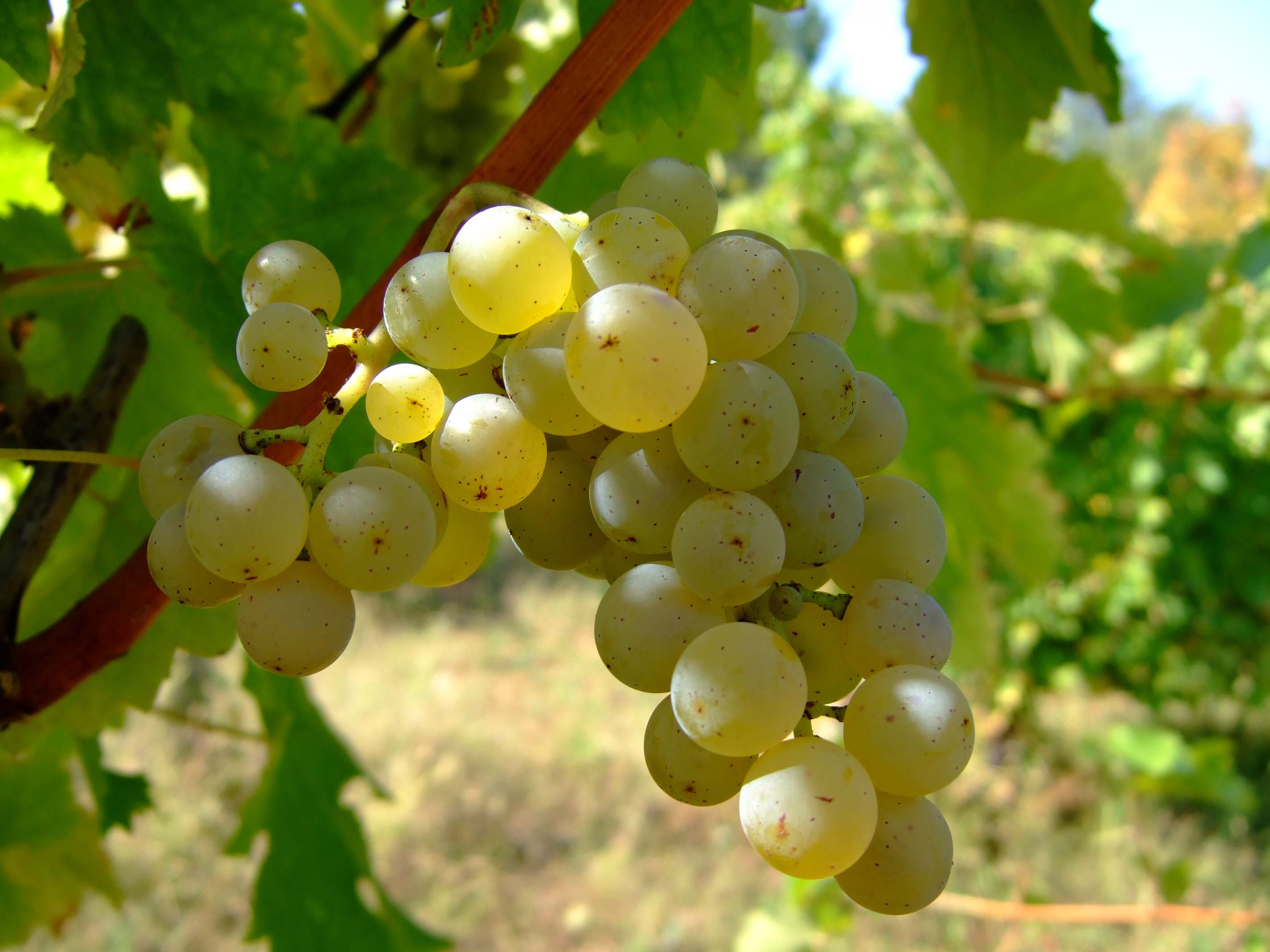
ソーヴィニヨン・ブラン

いつから“Petite Vidure”の名前が廃れカベルネ・ソーヴィニヨンと広く呼ばれるようになったのかははっきりしないが、ボルドーのメドックでは、18世紀に一般的なブドウ品種であったとの記録がある。この品種が最初に栽培された（そしておそらく、ボルドー内で広まるきっかけとなった）のは、ポイヤックのシャトー・ムートンとシャトー・ダルマイヤックである。
カベルネ・ソーヴィニヨンの真の起源が明らかになったのは1996年のことである。カリフォルニア大学デイヴィス校醸造学科のキャロル・メレディス博士のチームが行ったDNA解析の結果、カベルネ・ソーヴィニヨンはカベルネ・フランとソーヴィニヨン・ブランの子孫であり、17世紀に自然交配が起こった可能性が高いと判明した。なお、この研究以前より名前や香りの類似性からこれらの品種を起源とする可能性は示唆されていた。カベルネ・フランとは黒スグリや鉛筆の香りが共通し、ソーヴィニヨン・ブランとは草の香りにおいて一致がみられるからである。2016年、カリフォルニア大学デイヴィス校によってカベルネ・ソーヴィニヨンの全ゲノムが解読されたが、これは商業的にワイン生産に用いられるブドウ品種の中では初めての解読例である。

### 子孫とホワイト・カベルネ
カベルネ・ソーヴィニヨンは、ピノ・ノワールのように変種が多く存在するわけでもなく、子孫となる品種がメジャー品種となっているわけでもないが、関係のあるブドウ品種は存在する。

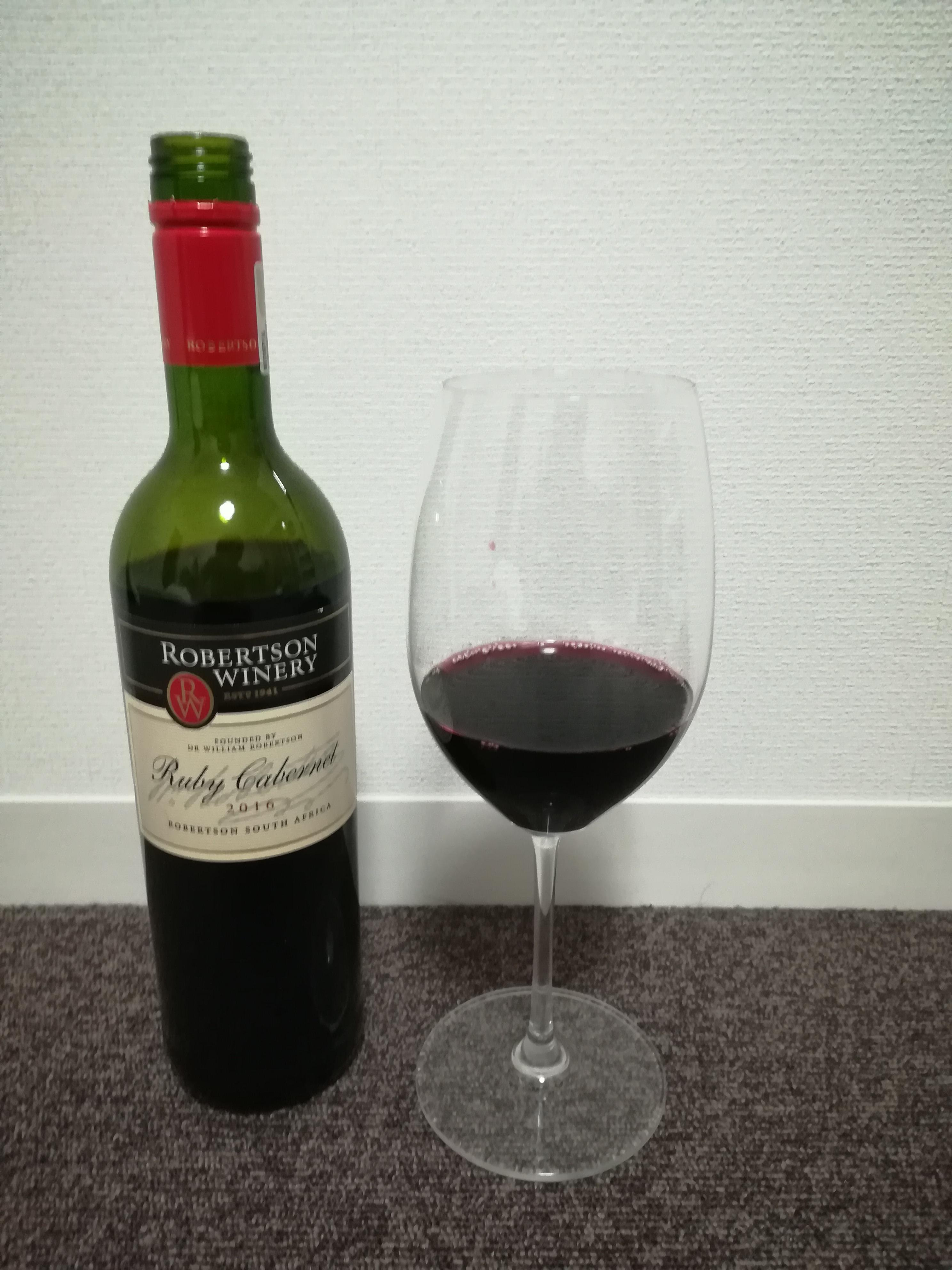
南アフリカ産のルビー・カベルネ種のワイン

1936年にカリフォルニア大学でカベルネ・ソーヴィニヨンとカリニャンの交配が行われた。こうして生まれた品種はルビー・カベルネと名付けられ、現在カリフォルニアなどで栽培されている。1961年、フランスにおいてカベルネ・ソーヴィニヨンとグルナッシュを掛け合せ、マルスランという品種が作られた。シーニュ・ブランは、西オーストラリアのスワン・ヴァレーで発見されたカベルネ・ソーヴィニヨンの変種であり、果実は白い。カベルネ・ブランは20世紀後半にスイスで見つかった品種で、カベルネ・ソーヴィニヨンと何らかの雑種ブドウの交配品種である。
1977年にオーストラリアのクレジェット・ワインズの畑で青銅色のブドウが発見された。これを株分けで増やし、メリアンという名前で品種登録し、淡い赤色のワインを売り出した。1991年には、このブドウの木に白い果実が生るようになった。クレジェットはこの白いカベルネをシャリスティンという名前で品種登録した。メリアンは表皮下帯ではアントシアニン合成能力を失っているが、上皮では合成される。対してシャリスティンではともにアントシアニンは合成されない。ブドウの果皮の色に影響を与えている遺伝子はVvMYBA1とVvMYBA2であることが発見されたことから、メリアンでは表皮下帯においてこれらの遺伝子が欠損し、メリアンの表皮下帯の細胞が表皮にまで及んだことでシャリスティンが生まれたと考えられている。
1924年から1930年まで、カベルネ・ソーヴィニヨンの花粉をグレーラに受粉させる試みが行われた。グレーラはイタリアのスパークリングワインであるプロセッコの生産に使われる白ブドウである。この実験により、赤ワイン用のブドウであるIncrocio Manzoni 2.15が生み出された。
1983年には、ドイツの白ブドウであるブロナーとの交配が行われ、Souvignier grisという白ブドウが作られた。
山梨大学でカベルネ・ソーヴィニヨンと日本のヤマブドウを交配することでヤマ・ソービニオンが作出され、1990年に種苗登録された。日本固有品種であり、主に山梨県や長野県で栽培されている。

## 栽培

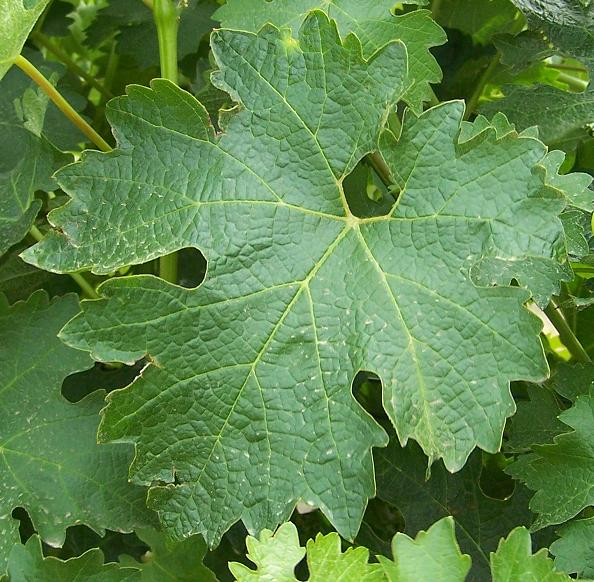
カベルネ・ソーヴィニョンの葉

カベルネ・ソーヴィニヨンは様々な気候の土地で栽培が可能で、とくに暖かい地域では単一品種ワインやブレンド用の品種としてとしてさかんに栽培されている。主要品種の中では芽吹きも果実が熟すのも遅く、一般にメルローやカベルネ・フランよりも1～2週間ほど遅い。生育期の気候は、収穫時期に影響を与える。カリフォルニアでは日照時間が豊富で、ブドウが完熟するまで待つのに支障をきたすことがほとんどないため、カベルネ・ソーヴィニヨンの単一品種からなるワインの生産に適している。ボルドーにおいては、収穫期の天候が厳しいため、理想的に完熟するよりもやや早く収穫されることもあり、他の品種とブレンドすることで欠点を補っている。土壌よりも気候がワインに大きく影響する場合も多い。冷涼な気候においては、完熟しないためにハーブやピーマンの香りが生まれることがある。逆に熱すぎて過熟するような地域では、煮詰めた黒スグリのような香りになるといわれる。
土壌の適応範囲は広く、とりわけニューワールドにおいてはそこまで考慮されないこともある。ボルドーにおいては、歴史的に土壌はテロワールの一部とされ、ブドウを栽培する地点を決めるのに深く考慮されてきた。メルローは粘土と石灰の多い土壌（ジロンド川右岸）が適しており、カベルネ・ソーヴィニヨンは砂利の多いメドックなどの左岸が適している。砂利によって水はけが良くなり、また熱を吸収・放出することでブドウの成熟を促す。粘土や石灰の土壌では保温効果が薄いため、ブドウの成熟は遅くなる。暖かい地域では、痩せた土地であることがより重要視される。これは、収量を抑えるためにブドウの木の樹勢を抑えるためである。ナパ・ヴァレーのワイン産地であるオークヴィルやラザフォードの土壌は、沖積層でありほこりっぽい。ラザフォード産のカベルネ・ソーヴィニヨンは「ラザフォードの土ぼこり」の味がすると表現されることさえある。南オーストラリアのクワナラにおいては、土壌が赤土のテラロッサであるため、他の地域とはかなり異なったカベルネ・ソーヴィニヨンを生み出す。この赤土が存在する領域が、ブドウ栽培の適地の境界になっている。
カベルネ・ソーヴィニヨンの場合、果実の熟度だけでなく、収量もワインの品質や香りに大きく影響する。SO4という種類の台木は樹勢が強くなりがちで、これを用いると収量が増加する傾向にあるが、収量が増えると凝縮感のあり香りの豊かなワインにはならず、青臭いワインになってしまう。1970年代にウィルスフリーの株として作られたカベルネ・ソーヴィニヨンのあるクローンは非常に高収量であることが知られ、そのワインの品質を憂慮した生産者は20世紀末頃に別のクローンに植え替えた。収量をへらすために、低収量になる台木の上に接ぎ木したり、グリーンハーベスト（果実が熟し始める前に、ブドウの房を剪定してしまうこと）行うなどの工夫がなされている。
カベルネ・ソーヴィニヨンは、ブドウにとって代表的な病害の多くには抵抗性が強いが、うどんこ病にだけは弱い。また、スコパリア菌やブドウ蔓割病に対しても感受性がある。

### “ピーマンのような香り”
カベルネ・ソーヴィニヨンに特有とされる香りは、栽培方法や気候と密接に関係している。カベルネ・ソーヴィニヨンの特徴として最も広く認識されているのは、ハーブやピーマンのような香りである。これはピラジンという物質によるもので、ブドウが未熟なときに豊富に存在する。ピラジンは全てのカベルネ・ソーヴィニヨン種のブドウ中に存在するが、熟す過程で日光の影響で徐々に分解していく。この物質は、ワイン中の濃度が1リットルあたりわずか2ナノグラムでも味覚で感じ取ることができる。ブドウが熟し始める段階では、ピラジンは30 ng/l程度含まれている。冷涼な気候では、ピラジンが感じられなくなるまでブドウが熟すことはあまりない。そうして生まれた“ピーマンのような”香りがあっても、決してワイン醸造において失敗であるとはみなされないが、人によっては好みに合わないこともある。例えば、20世紀末頃、カリフォルニアのモントレーで作られるカベルネ・ソーヴィニヨンは明確なピーマンの香りを持つ植物的なワインとなり、 "Monterey veggies"（モントレーの野菜、の意）と揶揄された。これは、モントレーが冷涼な気候であることに加え、強い風の影響でブドウの完熟が阻害されるためである。
その他のカベルネ・ソーヴィニヨンの香りとしては、ミントやユーカリが知られている。ミントの香りは、ピラジンが少なくなるくらいには温暖であるが、それほど熱くはない地域で栽培したときに生まれると言われている。例えば、オーストラリアのクワナラやワシントン州の一部である。土壌も影響すると考えられており、ポイヤックのワインにはミントの香りが現れることがあるが、ほぼ同じ気候のマルゴー産ではあまりミントの香りはしない。樹脂のようなユーカリの香りは、実際にユーカリの木が生えているような地域、例えばカリフォルニアのナパやソノマ、オーストラリアの一部で作られたワインに多い。もっとも、近くにユーカリが生えていることと、ワインにユーカリの香りが生まれることに関係があるという証拠は得られていない。

## 醸造

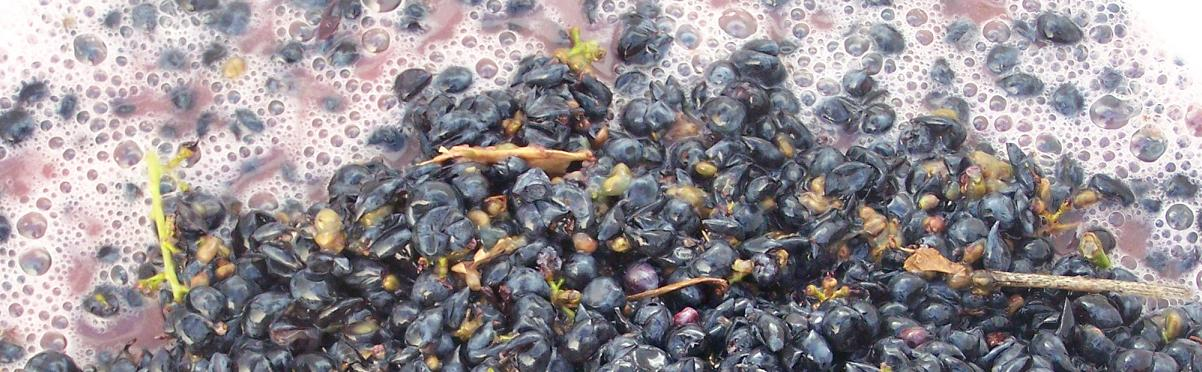
マセラシオン中のカベルネ・ソーヴィニョン。果皮、種子、茎などを果汁と接触させることで、タンニンなどの成分が抽出される。

カベルネ・ソーヴィニヨンには品種特有の個性があり、かつそれが広く人気であるといはいえ、醸造家の考え方や個性に左右される部分も多くあり、最も明確な影響があるのはオーク樽を使うかどうかである。一般的に、最初に考えることは単一品種で作るか、品種をブレンドするかを決めることである。いわゆる「ボルドーブレンド」ではカベルネ・ソーヴィニヨン、メルロー、カベルネ・フランが用いられ、補助的にマルベックやプティ・ヴェルド、カルメネールが使われることもあるが、このようなブレンドはアメリカでも行われ、“メリテージ”と称されている。他にも、シラーやテンプラリーニョ、サンジョベーゼなどとブレンドされることもある。ブドウ品種をブレンドして使う場合、どのタイミングでブレンドするかも決めなくてはならない。すなわち、ブレンドを発酵の前か、発酵中、あるいは発酵後のどこで行うかである。ブドウ品種を別々に発酵させる場合、熟成までを別々に行い、ボトル詰めの直前にブレンドする場合が多い。
カベルネ・ソーヴィニヨンの果実は小さく、果皮は厚い。そのため、種と果実の比は1:12にのぼる。これはワインのストラクチャーや香りに強く影響し、フェノール類やタンニンが極めて豊富なワインとなる。とりわけ、醸造前に長時間のマセラシオン（果汁を種や果皮と接触させておくこと）をする場合は顕著である。ボルドーでは、伝統的にマセラシオンは3週間にわたって行われる。醸造家のなかには、この期間に休暇を取りハンティングなどに出かけてしまう者さえいる。これほど長期のマセラシオンを行うと、極めてタンニンも香りも強くなるため、飲み頃に達するまでには熟成が必要になる。生産後数年で飲めるような飲みやすいワインを作ろうとする場合は、マセラシオンの期間を数日程度まで短くしてしまうこともある。
発酵は、カベルネ・ソーヴィニヨンの場合30oC以上の温度で行われる。発酵時の温度もワインに影響を与え、高温で発酵させると色が濃く香りの複雑なワインとなり、低温では果実の香りが残りやすいとされる。オーストラリアでは、飲みやすくフルーティーなカベルネ・ソーヴィニヨンを作るためにマセラシオン・カルボニックを採用することもある。
ワインを作るうえで、カベルネ・ソーヴィニヨンの特徴である豊富なタンニンを考慮する必要がある。マセラシオンの期間が長いと、果皮や種子からタンニンが抽出されるため出来上がりに影響する。色を濃く、香りを強くするためにマセラシオンの期間を十分に取る場合、強すぎるタンニンを和らげるための工夫がなされる。一般的な手法としては、オーク樽での熟成が挙げられる。これは、わずかに酸化熟成することでブドウの強烈なタンニンが和らぎ、かつまろやかなオーク由来のタンニンが加わる。ゼラチンや卵白といった清澄剤もタンニンを減らす効果がある。これは、正に帯電したタンパク質は負に帯電したタンニンと結合するからである。こうして結合した清澄剤とタンニンは、濾過の際に取り除かれる。他に、マイクロオキシジェネーションと呼ばれる手法もある。これは樽熟成の際のわずかな空気接触を模倣して、限られた量の酸素に触れさせるというもので、これによりタンニン同士が結合しより大きな分子になることでまろやかな味わいに変化する。

### オーク樽との親和性

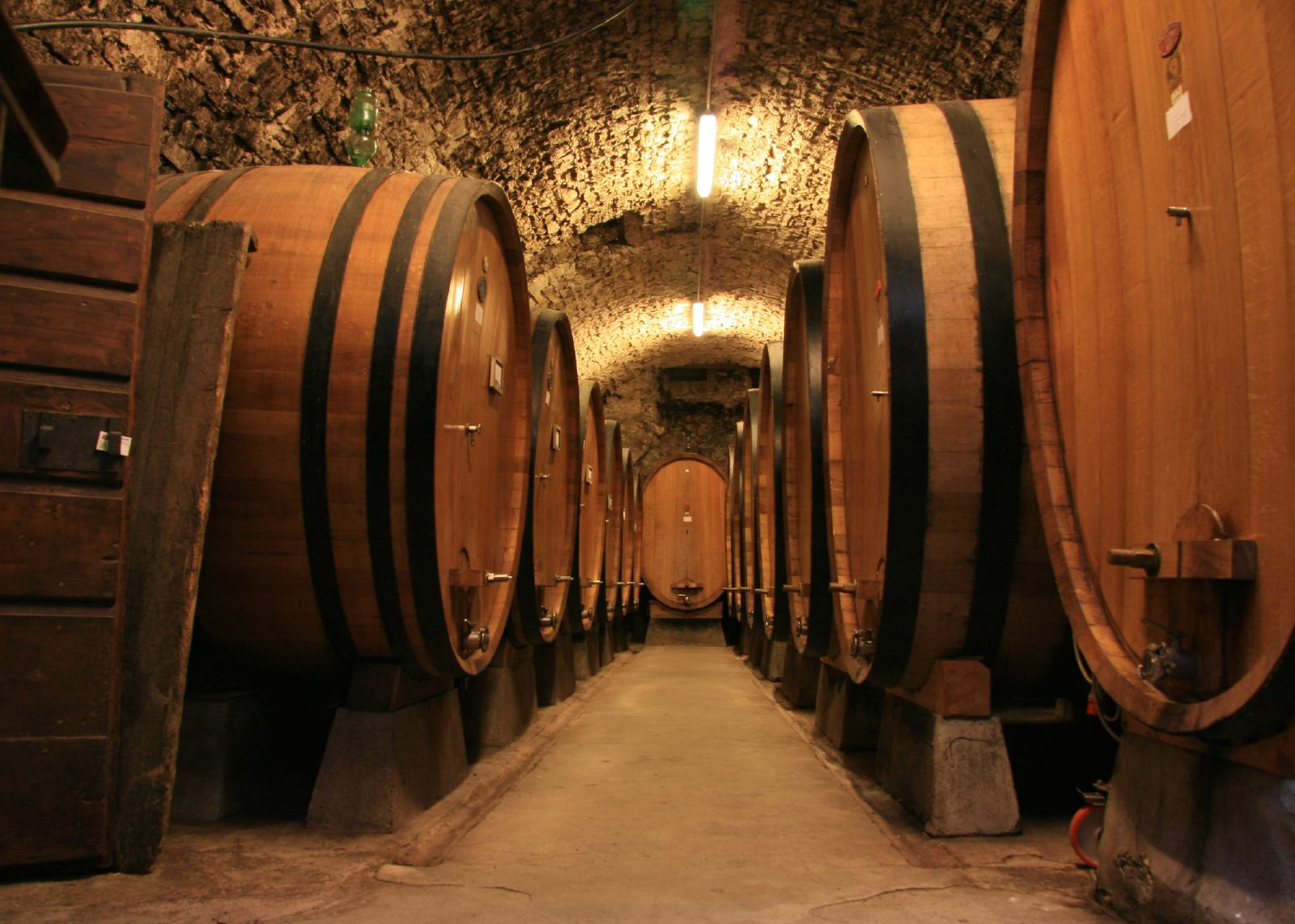
トスカーナで使用されているオーク樽。サイズが大きいため、樽の影響は控えめになる。

カベルネ・ソーヴィニヨンの特色の一つとして、醸造時および樽熟成時のオーク樽との親和性が挙げられる。ブドウの強いタンニンを和らげる効果があるほか、樽由来のバニラやスパイスのような香りは、カベルネ・ソーヴィニヨンの特徴である黒スグリやタバコの香りと調和する。カベルネ・ソーヴィニヨン中心のボルドーブレンドに225リットル（59ガロン）のバリックと呼ばれる木樽を使うことはとりわけ成功を収めており、このサイズの樽は世界中で最も使われるようになった。どのくらい樽を効かせるか（あるいはどんなオーク材を用いるか）は出来上がるワインの品質に大きな影響を与える。アメリカンオークを用いると強烈な樽香をつけることができ、とりわけ新樽を用いた時に顕著である。しかし、フレンチオークと比べるとできあがるワインの複雑性に劣る。同じアメリカンオークでも産地によって違いがあり、オレゴン産のオーク樽はミズーリ、ペンシルバニア、バージニアといった産地に比べてよりはっきりとした樽の影響をワインに及ぼす。あたかもブドウ品種をブレンドするかのように、複数の産地のオーク樽を新旧取り混ぜて用い、出来上がったワインをブレンドする場合もある。
一般的なバリックではなく、別の樽を用いることで樽の効き方をコントロールすることもできる。大きい樽を使えば、樽とワインが接触する部分が相対的に少なくなるので、樽香は穏やかになる。イタリアやポルトガルでは栗やセコイアといったオーク以外の木材でできた樽が使われることもある。他には、ステンレスタンクで発酵や熟成を行い、そこにオークチップやオーク板を漬けておくような手法もある。この方法ではオーク樽を使うよりも低コストではっきりした樽香を付けることができるが、まろやかで調和のとれた樽香にはなりにくく、樽熟成のようにわずかにワインが酸化することによる効果も得られない。

## 産地

### フランス

#### ボルドー
ボルドーにおいては、カベルネ・ソーヴィニヨン単一品種でワインを作ることはほとんどないとはいえ、ボルドーとこの品種の結びつきは極めて強い。ボルドーはカベルネ・ソーヴィニヨンの発祥の地である可能性が高く、世界中でボルドーワインのようなストラクチャーと複雑性を持つワインを再現しようという取り組みがさかんに行われている。カベルネ・ソーヴィニヨンの名声は、カベルネ・フランやメルローとブレンドされたワインによって高められたが、ボルドーで最初に行われたのは、実はシラーとのブレンドであった。シラーとのブレンドは、現在ではオーストラリアで広く行われているほか、ラングドックのヴァン・ド・ペイでもみられる。
カベルネ・ソーヴィニヨンが他の品種とブレンドして使われるようになったのは、もともとは経済的な必要性によるものである。小氷期において、ボルドーの気候は

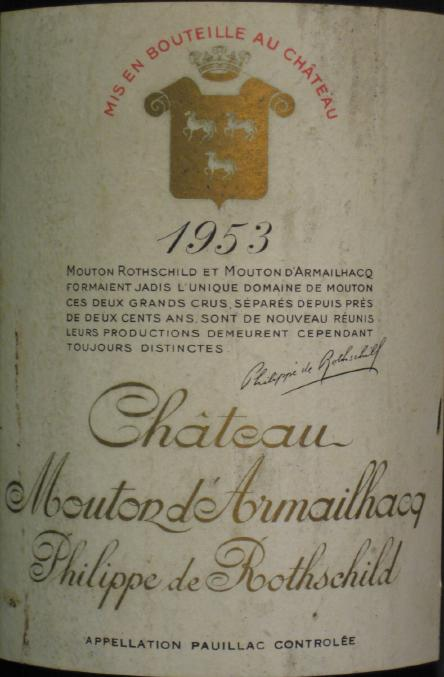
1953年のシャトー・ダルマイヤックのラベル。シャトー・ムートン・ロートシルトとともに、ボルドーにカベルネ・ソーヴィニョンが定着したきっかけを作ったシャトーである。

変動が大きかった。そのため年によっては十分な収穫を得ることができなくなってしまう。そこで、保険として様々な品種のブドウを植えておき、全滅のリスクを減らす必要があったのである。やがて、各ブドウ品種の特徴がお互いを補いあうことで、ワインの品質が高まることが分かった。カベルネ・ソーヴィニヨンはワインのベースとしてストラクチャーや酸、タンニンを与え、長期熟成が可能なワインになるが、フルーティーさやフレッシュさはあまり無く、特に十分に熟す前に収穫したときにはその傾向が顕著である。これを補うのが、丸みのある味わいを持ったメルローである。また、カベルネ・フランはフルーティーさとともに、ブーケに複雑さを与える。比較的軽量な土壌のマルゴー村では色が薄くなることがあるが、その場合はプティ・ヴェルドをブレンドすることで補われる。マルベックは、こんにちのボルドーでは主にフロンサックで使われるが、フルーティーで華やかな香りが加わる。
DNA解析により、カベルネ・ソーヴィニヨンはボルドー系の2品種、カベルネ・フランとソーヴィニヨン・ブランの交配によって生まれたことが分かった。そのため、カベルネ・ソーヴィニヨンの原産地はボルドーであると信じられている。古い記録を辿ると、カベルネ・ソーヴィニヨンは18世紀にはメドックで一般的に植えられていたようである。この品種はブドウの房が疎で果皮が厚いため、腐敗への抵抗力が高く、じめじめした海洋性気候のボルドーにおいて利点となっている。そのためカベルネ・ソーヴィニヨンの栽培はボルドーで一般的であったが、1852年にうどんこ病が流行すると、カベルネ・ソーヴィニヨンはこの病害への感受性が高いため多くのブドウ畑は荒廃した。そのためメルローへの回帰が起こり、ボルドーで最も栽培されているブドウはメルローに変わった。ワイン生産者がボルドーの各地域のテロワールについて考慮し、異なる地域でそれぞれのブドウ品種がどのような品質になるかの理解が含まってくると、カベルネ・ソーヴィニヨンはジロンド川左岸のメドックからグラーヴにわたる地域で多く植えられ、これらの地域ではブレンドの中心品種として使われるようになった。右岸のサン＝テミリオンやポムロールでは、栽培面積はメルローとカベルネ・フランに水をあけられており、第3位である。 
左岸のなかでも、地域によってカベルネ・ソーヴィニヨンの特徴はそれぞれ異なっている。サンテステフやペサック・レオニャンでは、ブドウはミネラル感の強い香りになる。マルゴーではスミレの香りが特徴的である。ポイヤックは強い鉛筆の香りがあり、サンジュリアンでは杉やタバコの香りがあるという。ムーリのカベルネ・ソーヴィニヨンは柔らかいタンニンとリッチなフルーティーさが特徴であり、グラーヴ南部のワインは酒質は控えめながら黒スグリの香りがある。カベルネ・ソーヴィニヨンが使われる割合は、テロワールや生産者のスタイルによって差があるほか、生産年度によっても異なる。最初にこの品種が植えられたシャトーであるシャトー・ムートン・ロートシルトや、シャトー・ラトゥールでは常時カベルネ・ソーヴィニヨンの比率が高いワインが生産されており、その割合はおおよそ75%ほどである。 
ボルドーのカベルネ・ソーヴィニヨンにおいて、収量はワインに影響を与える要因のひとつである。ボルドー全体で法的な規制があり、1ヘクタール（ha）あたりの生産量は50ヘクトリットル（hl）以下としなくてはならない。しかし、温暖化と高収量の台木を用いるようになったことで、ボルドーの畑では容易に60hl/haを超える収量が得られるようになった。そこで、生産者によっては"plafond limite de classemen"（規格の上限）の抜け穴を利用するようになった。これは、例外的な年度では上限を超えて生産することが許されているというものである。しかし、過剰な量のブドウを収穫しようとすると、品質の上では劣るワインになってしまう。そのため近年では、グランヴァンと呼ばれる高級ワインの生産者を中心に、収量を増やすことよりも、低収量を保つことの重要性が認識されている。

#### フランスのその他地域
フランスでのカベルネ・ソーヴィニヨンの栽培は、6割以上がボルドーに集中している。ボルドー以外では、南仏やロワール川流域で栽培されている。これらの地域のワインは、ボルドーと比べて総じて軽い味わいで、熟成を経ていなくても飲みやすいものが多い。南仏では、ベルジュラックやビュゼのAOCにおいてロゼワインを作るのに使われる。地域によってはカリニャンに香りとストラクチャーを加えるためにブレンドされることがあるほか、ガイヤックやフロントンではネグレットに、マディランではタナにブレンドされることもある。プロヴァンスでは、この品種は19世紀半ばから一定の地位を占めているが、これはワイン学者であるジュール・ギュイヨがシラーとのブレンドを推奨したためである。ラングドックでは、ヴァン・ド・ペイとして単一品種のワインもさかんに作られている。現在、国境を越えてワイン生産を行う醸造家もおり、ラングドックにおいてカベルネ・ソーヴィニヨンをどのように栽培・醸造するかのノウハウはオーストラリアからもたらされた部分も無視できない。したがって、ラングドックではニューワールド的なスタイルのワインを作る生産者もいる。カベルネ・ソーヴィニヨンはシラーと比べて乾燥に弱いため、この地では栽培が容易でなく、灌漑によって乾燥した気候をカバーし、注意深く栽培する必要がある。

### イタリア

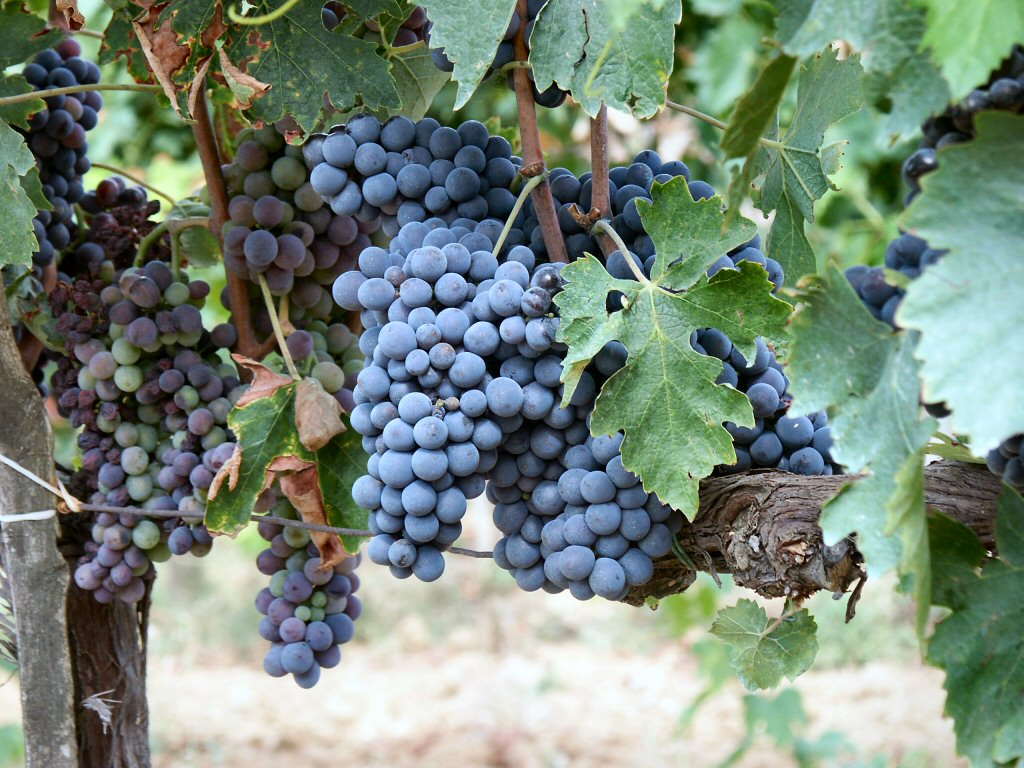
イタリアで栽培されるサンジョベーゼ。スーパータスカンは、主にこの品種とカベルネ・ソーヴィニョンのブレンドによって作られる。

イタリアにおいてもカベルネ・ソーヴィニヨンは長い歴史がある。最初にピエモンテに持ち込まれたのは1820年のことであった。1970年代半ばには、トスカーナで「スーパータスカン」と呼ばれるワインが注目され、論争の的になったが、それらにも頻繁に使われていた。現在、いくつかの原産地呼称統制（DOC）でカベルネ・ソーヴィニヨンの使用が認められており、地域特性表示ワイン（IGT）ではDOCの規制を受けないためさかんに使われている。歴史上この品種は、外来種であり土地固有の品種の衰退を生むとしていぶかしまれてきた。試行錯誤の末、現在ではカベルネ・ソーヴィニヨンと地場品種のブレンドにより、相乗効果が生まれるとの評価が一般化している。

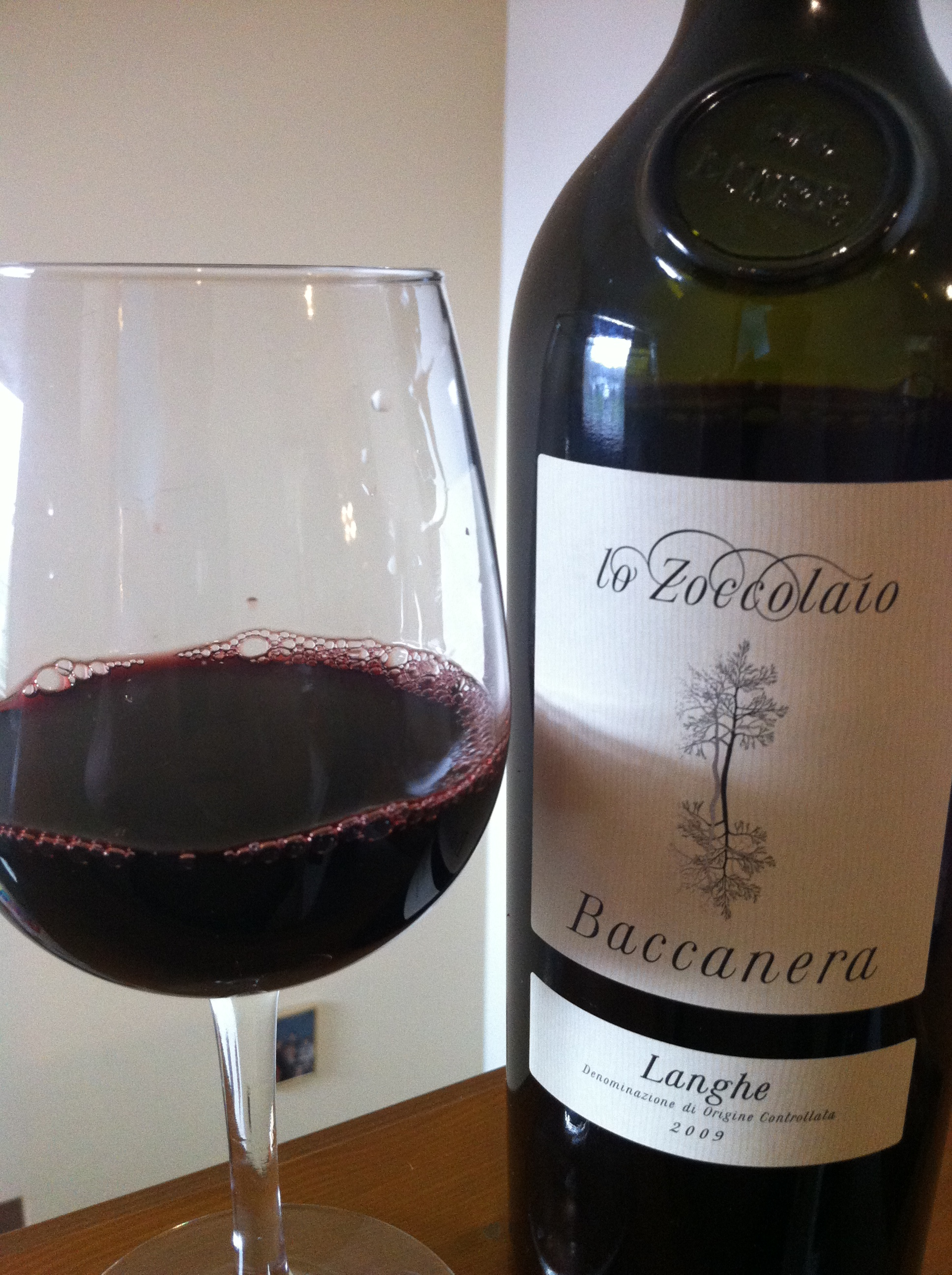
ピエモンテ州ランゲ産の、カベルネ・ソーヴィニョンとバルベーラのブレンドのワイン

ピエモンテを代表するワインであるバローロにおいて、濃い色合いとフルーティーな香りを加えるために、ネッビオーロ種にDOCの規定に反してカベルネ・ソーヴィニヨンをブレンドすることがあった。ランゲやモンフェラートではカベルネ・ソーヴィニヨンはネッビオーロやバルベーラとブレンドすることができる。これら3種のブドウの特徴として、オーク樽を使うことが多いということがある。オーク樽によって甘いスパイスのような香りが付き、カベルネ・ソーヴィニヨンやネッビオーロの強いタンニンやバルベーラの強い酸が和らぐ。ピエモンテにおいても、カベルネ・ソーヴィニヨンのワインのスタイルや品質は様々である。イタリア北部のその他地域でも、ロンバルディア、エミリア・ロマーニャ、フリウリ・ヴェネツィア・ジューリアなどで栽培されており、メルローとブレンドされボルドースタイルのワインが作られることもある。ヴェネトではコルヴィーナ、モリナーラ、ロンディネッラとともにヴァルポリチェッラに使われることがある。イタリア南部でもこの品種は地場品種とのブレンドに使われることが多く、サルデーニャにおいてはカリニャン、シチリアではネロ・ダーヴォラ、カンパーニアではアリアニコ、カラーブリアではガリオッポとブレンドされる例がある。
トスカーナワインにおいては、カベルネ・ソーヴィニヨンは論争の的になってきた歴史がある。これは、1970年代半ばに誕生した「スーパータスカン」のためである。スーパータスカンが生まれた理由としては、1990年代初頭まで存在したキャンティのDOC規定がある。この時期のキャンティの規定では、サンジョベーゼを70%以上使ってはならず、最低10％の白ブドウ（マルヴァジア・デル・キャンティ）をブレンドする必要があった。当時のトスカーナの生産者の中には、DOCの規定を無視したほうが高品質のワインを作れると考えた者も多くいて、とりわけブドウ品種については、より自由にカベルネ・ソーヴィニヨンを用いたり、白ブドウをブレンドせずに作る方が良いと思われた。ピエロ・アンティノリ侯爵は1971年にDOCの規定にそぐわないワインを初めてリリースしたが、これはサンジョベーゼとカベルネ・ソーヴィニヨンのブレンドであった。1978年以降は、このワインはティニャネッロと呼ばれるようになった。それに追従する生産者も現れ、やがてスーパータスカンが伝統的なキャンティよりも高値で取引されるようになった。トスカーナのキャンティ以外の地域でも同様の変化が起こり、カベルネ・ソーヴィニヨンをサンジョベーゼとブレンドしたり、単一品種のワインが作られることもあった。DOCの法体制も追認する方向に変わっていき、DOCに指定されたワインのなかでもこの品種が認められるケースが増えた。トスカーナのカベルネ・ソーヴィニヨンは、熟したブラックチェリーのような甘い香りと黒スグリのような力強い香りを併せ持っている。アルコール度数は14%程まで上がることが多いが、それでも酸味は失われず十分に存在する。サンジョベーゼとのブレンドにおいては、生産者の望むバランスのワインにするために、カベルネ・ソーヴィニヨンをメインに使うこともある。

### その他ヨーロッパ諸国
スペインでのカベルネ・ソーヴィニヨンは、マルケス・デ・リスカルがボルドーからリオハに移植したのが始まりである。2004年には、スペインの赤ワイン用ブドウ品種で6番目の栽培面積になった。現在、この品種は原産地呼称制度（DO）では使用が認められていないが、スペインのワイン産地のほぼ全てで多少は植えられている。カベルネ・ソーヴィニヨンで作るワインは、スペインではヴィノ・デ・ラ・ティエラやヴィノ・デ・メサなどの格下のワインとして扱われる。カタルーニャのペネデスで、最も高品質のカベルネ・ソーヴィニヨンが作られる。この地域ではトーレス社やジャン・レオンがカベルネ・ソーヴィニヨンを使ったことで再注目された。ペネデスや、あるいはリベラ・デル・ドゥエロではテンプラニーニョとのブレンドで使うことが多いが、ナバーラ州の生産者の中には単一品種で国際的に評価の高いワインを作る者もいる。
イギリスはカベルネ・ソーヴィニヨンに好適な気候条件と比べて寒冷であるため、温室を使ってブドウを栽培する試みがある。モーゼルなど、ドイツのワイン産地でも栽培は可能であるが、カベルネ・ソーヴィニヨンの適地には既にリースリングなどが植えられている場合が多く、ドイツ系品種を引き抜きカベルネ・ソーヴィニヨンに植え替えることがある。1980年代、ブルガリアのカベルネ・ソーヴィニヨンは安価な割に品質が高いとして評判になり、ブルガリアのワイン産業の発展とワイン市場における存在感の向上に寄与した。トルコ、チェコ、グルジア、ハンガリー、モルドバ、ルーマニア、スロベニア、ウクライナといった東欧諸国や、キプロス、ギリシャ、イスラエル、レバノンなどの地中海沿岸国においても同様の現象が起きている。

### アメリカ合衆国

#### カリフォルニア州

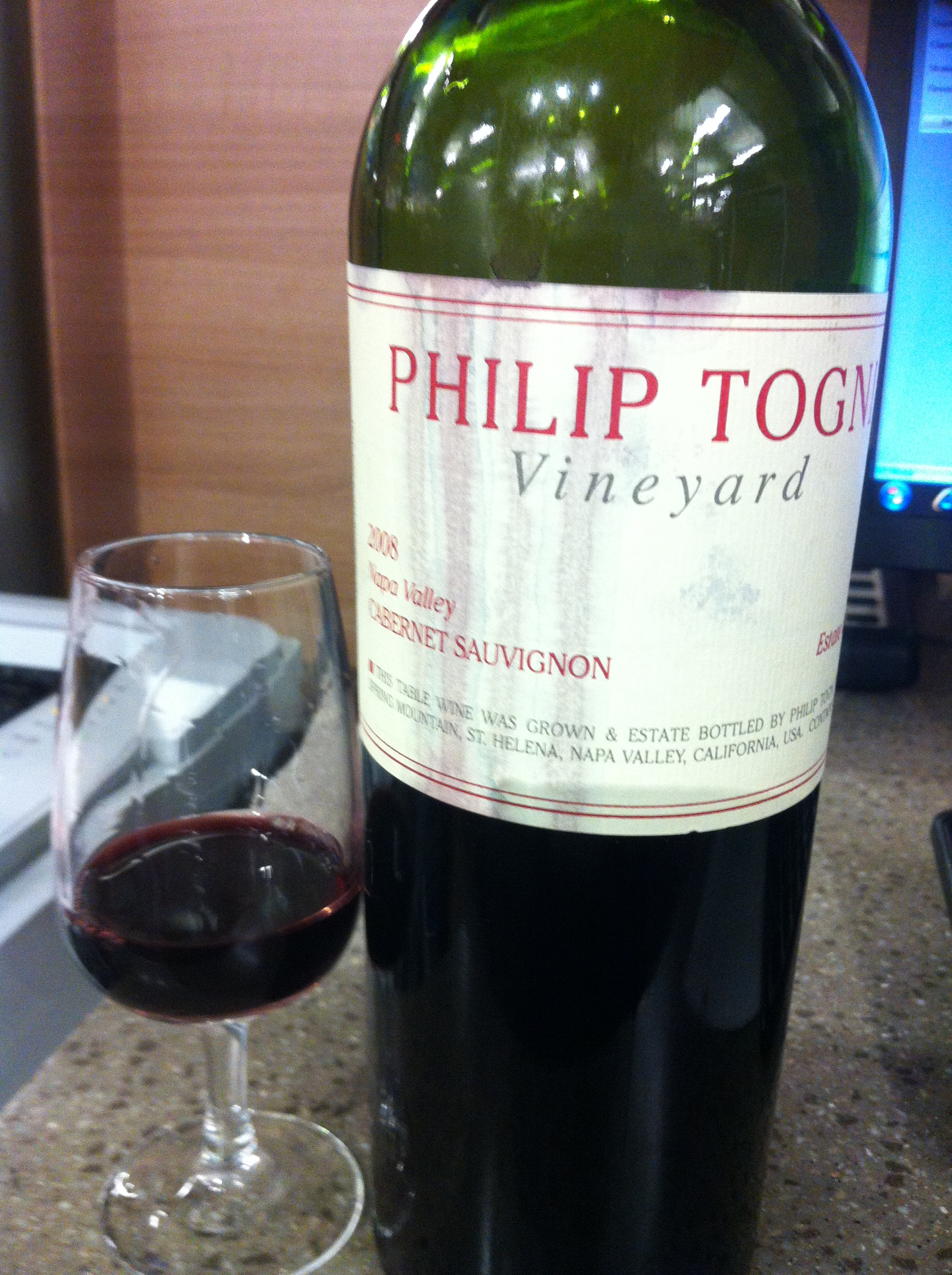
ナパ・ヴァレーのカベルネ・ソーヴィニョン

カリフォルニアのカベルネ・ソーヴィニヨンは、個性的なスタイルで国際的に評判を伸ばしてきた。この品種の栽培面積や生産量はボルドーに匹敵する。1976年の「パリスの審判」では、フランス人の専門家によるブラインドテイスティングで、スタッグス・リープ・ワイン・セラーズ・カベルネ・ソーヴィニヨン1973がシャトー・ムートン・ロートシルト、シャトー・モンローズ、シャトー・オー・ブリオン、シャトー・レオヴィル・ラス・カーズといったボルドーの銘酒に勝利した。1980年代にフィロキセラが流行したためブドウ畑は荒廃し、植え替えが必要になった。一部ではカベルネ・ソーヴィニヨンを植え替える際に別の品種が選ばれることもあった。例えばローヌ・レンジャーの活動が盛り上がり、ローヌ系品種が栽培される場合である。とはいえ、実際はカベルネ・ソーヴィニヨンの作付面積は1988年から1998年の間に倍増しており、ナパ・ヴァレーのヤントヴィル北部や、ソノマのアレクサンダー・ヴァレーではこの品種の栽培が圧倒的多数を占める。ドライクリーク・ヴァレーやソノマ・マウンテン、メンドシーノ群でも増加しつつある。ソノマのカベルネ・ソーヴィニヨンはアニスや黒オリーブの香りがあるとされており、ナパでは黒い果実のような強い香りがあるとされる。

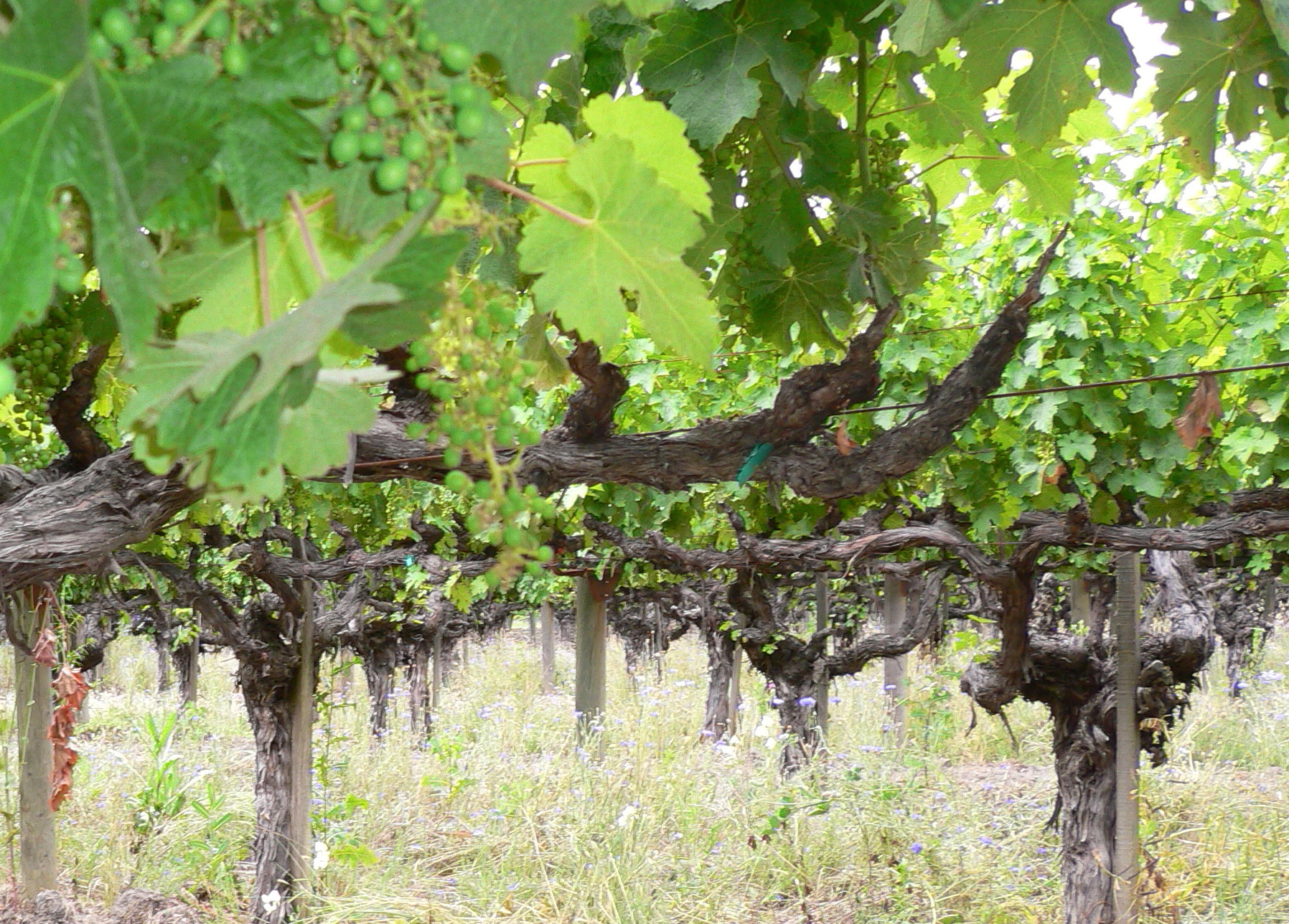
ナパ・ヴァレーのシャトー・モンテレーナのブドウ畑に生るカベルネ・ソーヴィニョン。ブドウはまだ未熟な緑色をしている。

同じカリフォルニアのカベルネ・ソーヴィニヨンでも、山間や山腹の畑と、谷間やセントラル・ヴァレーの一部地域のような平地ではできるワインのスタイルが異なる。ナパのダイヤモンド・マウンテン・ディストリクトやホーウェル・マウンテン、マウント・ヴェーダー、スプリング・マウンテン・ディストリクトといった山腹のブドウ畑は表土が薄く痩せた土地であるため、ブドウの果実は小さくなり、その分香りが強く、ボルドーワインのような長期熟成に向きのワインになる。収量はかなり少なく、1エーカーあたり1～2トン程である。対して、より肥沃な谷合の地域では1エーカーあたり4～8トンの収穫が得られる。こちらでは深い色合いで、ベリー系の香りが強いワインになることが多い。カリフォルニア全域において、カベルネ・ソーヴィニヨンが完熟する地区が多くあり、そこでできたワインはフルーティーでアルコール度数の高いフルボディのワインができる。ボルドーではアルコール度数は12～13%であることが普通であるが、カリフォルニアでは14%を超えることも多い。
オーク樽は長きにわたって使われてきており、アメリカンオークの新樽を使って、樽をしっかり利かせたワインを作る生産者が多い。1980年代初頭、より食事と合わせやすいワインを目指してブドウの熟度を下げ、樽香を控えめにするトレンドがあったが、あまり上手くいかなかった。そこで再度、樽を利かせたワイン作りに回帰したが、フレンチオークを使ったり、新樽と古樽を併用することで過剰な樽香を抑えるスタイルが増加した。

#### ワシントン州
ワシントンワイン協会によれば、カベルネ・ソーヴィニヨンはワシントン州で最も広く栽培されている赤ワイン用ブドウ品種である。特に、コロンビア・ヴァレーの温暖な地区では一般的である。ワシントン州東部では冬期に霜が降りることがよくあるため、茎が太くて霜への耐性があるこの品種はよく使われる。ワシントン州のカベルネ・ソーヴィニヨンはフルーティーで、タンニンが強すぎず飲みやすい。アメリカブドウ栽培地域（AVA）に指定された地区のなかでも、レッド・マウンテン、ワラ・ワラ・ヴァレー、トリシティーズ近郊のヤキマ・ヴァレーの一部はカベルネ・ソーヴィニヨンで成功している。

#### アメリカ合衆国のその他地域
オレゴン州ではカベルネ・ソーヴィニヨンの栽培はあまり多くないが、アンプクアやローグ・ヴァレーなどの温暖な南部で栽培例がある。[3]
アリゾナ州、ニューヨーク州、オハイオ州、テキサス州、バージニア州などでもワイン作りは盛んになってきており、特にテキサスのヒル・カントリーや、ニューヨーク州ロングアイランドのノースフォークは顕著である。アメリカ全体で、カベルネ・ソーヴィニヨンは単一品種ワインとしてもブレンド用としても使われる。アメリカのワイン法では、カベルネ・ソーヴィニヨンのヴァラエタルワイン（品種名を表記したワイン）に最大25％、別の品種をブレンドすることができる。

### 南米
チリ、アルゼンチン、ボリビア、ブラジル、ペルー、ウルグアイなど、南米各国のほとんどでカベルネ・ソーヴィニヨンは栽培されている。
チリでは、かつてはブドウの収量が過度に多くすることが多かった。しかし、収量を低く抑える生産者が増えるにつれ、栽培地域ごとの個性が分かるようになり、優れたチリ産カベルネ・ソーヴィニヨンが生まれるようになった。川の谷底のような低地では、気候が最も重要な条件であるが、山腹のような高地では土壌が重要になってくる傾向にある。アコンカグア産のカベルネ・ソーヴィニヨンは熟した果実味があるが、非常に閉じたストラクチャーであり、長期熟成が必要であることで知られる。マイポ・ヴァレーでは黒スグリのような香りとともに、土っぽさのあるワインが作られる。コルチャグアやクリコ周辺はより温暖な地域であり、ブドウがよく熟すので、完熟した果実のような甘く豊かな香りが生まれ、また酸味が穏やかでタンニンも柔らかいため、若いうちから楽しめるものが多い。
アルゼンチンを代表する赤ワイン用ブドウ品種といえばマルベックの方が有名であるが、カベルネ・ソーヴィニヨンの生産量も増えている。比較的軽く果実味のあるワインが多く、したがって若いうちに飲むのに適している。また、マルベックとブレンドした高級クラスのワインもあり、フルボディで豊富なタンニンを持ち、革やタバコの香りがある。近年ではメンドーサのウコ・ヴァレーでカベルネ・ソーヴィニヨンの栽培が増えてきており、高地で作られたワインは国際的にも評価が高い。

### オーストラリア

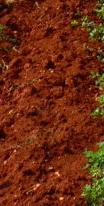
オーストラリアのクワナラの特徴的な土壌であるテラロッサ

1970年代に、オーストラリアのカベルネ・ソーヴィニヨンとしては初めてクワナラのワインが国際的に評価された。これは、強い果実味とほのかなミントのような香りが特徴である。次いでマーガレット・リバーのカベルネ・ソーヴィニヨンも注目を集めたが、こちらはしっかりとしたストラクチャーとはっきりとした黒い果実の香りをもつ。カリフォルニアの後を追うように、1980年代には軽くて食事に合う、アルコール度数が11～12％のワインが流行するが、1990年代にはワイン作りのトレンドは元に戻り、バランスが取れていて熟した果実の香りがあるワインが好まれるようになった。現在、オーストラリアの赤ワイン用ブドウとしては、シラーズについで2番目に多く栽培されており、この2種をブレンドして使うこともある。このようなブレンドは、大規模生産者が別々の州でとれたブドウを使って作ることもある。上述したクワナラやマーガレット・リバー以外の地域におけるカベルネ・ソーヴィニヨンの特徴としては、バロッサ・ヴァレーではフルボディのワインができる。クレア・ヴァレーはバロッサ・ヴァレーと近いがより冷涼なので凝縮感が生まれる。ビクトリア州のヤラ・ヴァレーでは酸味とタンニン、果実味のバランスが取れたワインになる。

### その他ニューワールド
1994年のアパルトヘイトの撤廃後、南アフリカのワイン産業も復興を目指して世界のワイン市場に進出したが、その際に多くの生産地区がカベルネ・ソーヴィニヨンをアピールした。現在、南アフリカでもっとも多く栽培されている赤ワイン用品種となっている。単一品種で使うこともブレンドすることもあるが、ブレンドの場合はボルドーブレンドの他、オーストラリアでよく見られるようなシラーとのブレンドを試みる生産者もいる。南アフリカはカベルネ・ソーヴィニヨンの栽培地域としてはやや冷涼なので、ハーブやピーマンのような香りを持つワインができる。1990年代半ば頃はブドウを完熟させることに主眼が置かれ、より熟しやすく甘くなるクローンが導入された。ブドウの樹齢が上がり、またブドウ畑の適地が分かってくると、南アフリカのなかでも地域ごとの特徴が出てくるようになった。ステレンボッシュのワインは重くフルボディのワインとして知られており、コンスタンシアではハーブやミントのような香りが特徴である。
ニュージーランドでは、カベルネ・ソーヴィニヨンの栽培には気候が適した地域を見つけることが重要であり、多くは北島で栽培されている。ホークス・ベイは最初にカベルネ・ソーヴィニヨンが植えられた地域であるが、冷涼な気候であるうえ、土壌が肥沃な沖積層であるため収量が多くなってしまい、できるワインは青臭く植物的な香りの強いものであった。キャノピーマネジメントと呼ばれる、ブドウがよく熟すよう余分な枝葉を落として日光を多く当てる手法を用い、さらに低収量の台木を導入しブドウの剪定を施すことで収量を低く抑えるといった工夫によって、ワインの品質は向上した。気候やテロワールの条件を補うため、メルローとブレンドして使うこともある。ニュージーランドのその他の地域でも、カベルネ・ソーヴィニヨンの評価は上がりつつある。ホークス・ベイのなかでもギンブレット・ロードやハブロック・ノースは砂利質の土壌であるため暖かく、オークランド近郊のワイへケ島とともにカベルネ・ソーヴィニヨンの適地として注目されている。もっとも、ニュージーランド全土でみると、赤ワイン用ブドウの栽培面積としてはピノ・ノワールに及ばない。

## 人気と批判
20世紀においては、カベルネ・ソーヴィニヨンは非常に優れたワイン用ブドウ品種のひとつとして卓抜した人気を誇っていた。ボルドーや、カリフォルニアやオーストラリアなどのニューワールドで成功した歴史があったため、ある程度暖かく栽培可能な地域においては、カベルネ・ソーヴィニヨンを植え付けるのが無難な選択肢であると思われていた。カベルネの名前は消費者にとっても馴染み深いものになっており、たとえ無名な産地や生産者のワインであっても手に取りやすいという効果もあった。例えば、1980年代には、ブルガリアのワイン産業界が方針転換し、カベルネ・ソーヴィニヨンを作ることで世界的な市場で成功した。もっとも、土着品種に替わってこの品種が新たに植えられるようになったために、元来のボルドーの名声とも相まって、「入植者」のような批判にさらされることになった。ポルトガルのように地場品種が豊富にある地域においては、ポートワインの生産ばかりの状況から脱却しワイン産業全体の若返りを図った際にも、カベルネ・ソーヴィニヨンを使うことはほぼ無かったというケースもある。

## ワインの特徴
カベルネ・ソーヴィニヨンからなるワインのスタイルは、収穫時のブドウの熟度に大きく影響される。未熟なブドウにはピラジンが多く含まれ、ピーマンや植物性の香りを持つ。過熟寄りの状態で収穫すると、煮詰めた黒スグリに似たジャムのような香りになる。収穫を何度かに分け、熟度の異なるブドウを収穫することで、各々の状態の特徴があわさった複雑性のあるワインに仕上げる試みがなされることもある。若い状態では、ブラックチェリーやプラムのような果実の強い香りがあることが多い。なかでも黒スグリの香りはカベルネ・ソーヴィニヨンの大きな特徴であり、現在世界中で作られているこの品種のワインには様々なスタイルがあれど、それらの共通点となっている。ユーカリ、ミント、タバコといった香りも多くの地域や生産者のワインで現れることが多い。熟成により杉や葉巻、鉛筆削りのような香りが生まれることもある。一般的にはニューワールドのワインは果実味が豊かであり、ヨーロッパではより厳粛で、土の香りのあるワインになることが多い。

### 長期熟成
19世紀から20世紀にかけて、カベルネ・ソーヴィニヨンの名声は、瓶内熟成が可能であるところによる部分が大きかった。熟成により、強いタンニンが柔らかくなるうえ、熟成により若いうちには無かった香りが加わって複雑性が増す。歴史的に、この熟成を前提とした特性こそがボルドーの銘酒を特徴づける要素であり、良いヴィンテージであれば100年にもわたって熟成が可能である。世界中でワインのスタイルが模索され、ボルドー以外でも数十年の熟成に耐えるワインが生まれている。長期熟成が可能なものの中にも、醸造から数年で飲めるようなワインもある。ボルドーでは、タンニンが柔らかくなるまで10年程度の熟成を要し、そこからさらに10年くらいは飲み頃を保つワインが多い。もちろん、生産者やヴィンテージによっては、さらに長期にわたって楽しめるワインもある。スペインやイタリアのカベルネ・ソーヴィニヨンは、ものによってはボルドーと同程度の熟成が必要になることもあるが、多くはもっと早くに飲み頃を迎える。
ニューワールドのカベルネ・ソーヴィニヨンは、一般的にはボルドーよりも早い段階で飲むことができるが、カリフォルニアのカルトワインのように高級なワインのなかには、熟成を必要とし、20～30年の長期熟成に耐えるものもある。カリフォルニアの場合、ほとんどのカベルネ・ソーヴィニヨンは2～3年の熟成で十分飲み頃に達するが、さらに熟成させることで品質が高まるワインもある。オーストラリアでも同様で、10年以上の熟成を必要とする高級ワインもあるが、大部分は2～5年の熟成で飲み頃を迎える。ニュージーランドのカベルネ・ソーヴィニヨンも多くは若いうちから飲むことができ、熟成させても特有のピーマンの香りが残ることが多い。南アフリカの場合、若いうちは果実味がはっきりとしているが、高品質なカベルネ・ソーヴィニヨンでは熟成させても果実味が感じられる。南アフリカのカベルネ・ソーヴィニヨンは比較的ヨーロッパに近い特性があり、熟成による複雑性が出てくるまでに6～8年を要することが多い。

## 食品との組み合わせ

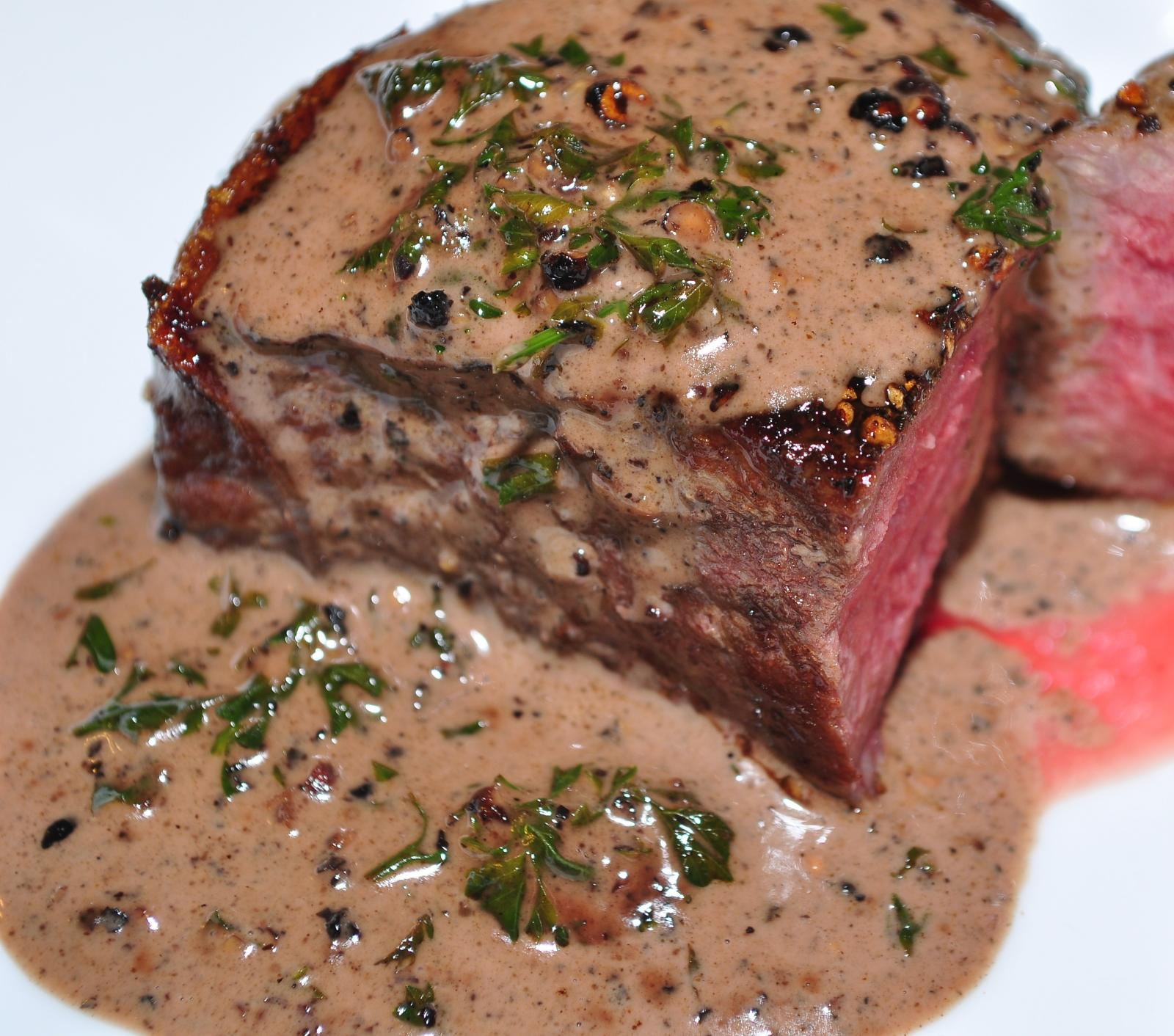
牛フィレ肉のポワヴラードソース

カベルネ・ソーヴィニヨンは非常に濃厚で主張が強いワインであるため、薄味で繊細な食品と合わせると、食品のほうの味が分からなくなってしまうことになる。カベルネ・ソーヴィニヨンは様々な地域において豊富なタンニンと高いアルコール度数を持ち、樽の効いたワインになっているが、このことが合わせる料理に大きく影響している。若いカベルネ・ソーヴィニヨンで、これらの要素は非常に強いが、熟成を経るとまろやかになり合わせることができる料理の幅が広がる。一般に、ワインの重さと料理の重さを合わせることが重要視される。カベルネ・ソーヴィニヨンは辛いものとは合わないことが多い。というのも、トウガラシなどに含まれるカプサイシンの辛味はアルコールにより強まり、その辛味がタンニンの渋みを強調するからである。黒コショウなどのよりマイルドなスパイスはタンニンを和らげる効果があるため、カベルネ・ソーヴィニヨンと合わせることができる。実際に、カベルネ・ソーヴィニヨンとの伝統的な組み合わせとして、ポワヴラードソースを使ったステーキやキハダマグロの黒コショウ焼きがある。
脂肪やタンパク質はタンニンの渋みを軽減する。ステーキや重いバターソースのような脂っこい料理をカベルネ・ソーヴィニヨンに合わせると、タンニンが中和され、フルーティーさがより感じられるようになる。対して、パスタや米などの炭水化物はワインのタンニンにほとんど影響を与えない。タンニンの渋みは、苦味のある食品と合わせることでも相殺されてバランスが取れる。例えばチコリやエンダイブのような食材や、グリル料理などしっかり焦げ目をつける調理法などが適している。熟成が進んだワインはタンニンが減少するので、より繊細で苦味の少ない料理と合わせるのが良い。樽香のあるワインであれば、似た香りになる調理法、例えばグリルや燻製、あるいはオーク板の上でローストした料理が良く合う。カベルネ・ソーヴィニヨンでよくあるような樽香に近い香りを持つ食材としてはディルやブラウンシュガー、ナツメグ、バニラなども挙げられ、これらを使った料理とも合わせやすい。
カベルネ・ソーヴィニヨンは様々な地域で作られ、それぞれに異なる特徴があるため、もちろん料理との組み合わせもその特徴に左右される。ボルドーなどのヨーロッパのカベルネ・ソーヴィニヨンは土っぽい香りがあるため、キノコと良く合う。冷涼な気候下で作られたワインは植物性の香りがあるため、野菜料理と合わせやすい。ニューワールドの濃厚でフルーティーなカベルネ・ソーヴィニヨンは、時として甘ささえ感じられるが、そういったワインであれば様々な香りを付けた濃厚な料理と合わせるのが良い。ビターチョコレートとも良く合うが、甘いミルクチョコレートとは合わせにくい。チェダー、モッツァレラ、ブリーなど多くのチーズとも良く合う。ただし、クセの強いチーズやブルーチーズでは、香りが強すぎてカベルネ・ソーヴィニヨンの香りを打ち消してしまうこともある。

## 健康への影響
2006年の米国実験生物学会連合において、マウント・シナイ・アイカーン医科大学の研究で、赤ワインに含まれるレスベラトロールがアルツハイマー病のリスクを減少させる効果があるとの発表がなされた。アミロイドβタンパク質と呼ばれる物質は、脳細胞を攻撃し、アルツハイマー病の原因となると考えられているが、この研究ではカベルネ・ソーヴィニヨン中のレスベラトロールがアミロイドβタンパク質を減少させることが示されたのである。レスベラトロールはアミロイドβタンパク質の分解にも寄与していることが分かっている。発酵していないカベルネ・ソーヴィニヨンのエキスを高血圧のラットに与えたところ、虚血再灌流障害が防がれることも示されている。